# Euphorbia muelleri
Euphorbia muelleri är en törelväxtart som beskrevs av Pierre Edmond Boissier. Euphorbia muelleri ingår i släktet törlar, och familjen törelväxter. Inga underarter finns listade i Catalogue of Life.